# Scarabea - Di quanta terra ha bisogno un uomo?
Scarabea - Di quanta terra ha bisogno un uomo?  (Scarabea - wieviel Erde braucht der Mensch?) è un film del 1969 diretto da Hans-Jürgen Syberberg. Il film è ambientato in Sardegna ed è tratto dal racconto Se di molta terra abbia bisogno un uomo di Lev Tolstoj.

## Trama
Un uomo d'affari tedesco arriva in Sardegna al volante di una cabriolet. Vuole comprare terreni e a tal proposito si dimostra molto affabile e persuasivo con gli abitanti, increduli e sospettosi.
Incontra anche una bella e disinvolta ragazza, appassionata di fotografia e dotata di più apparecchi fotografici, anche di tipo professionale. Ai momenti piacevoli passati in sua compagnia si alternano le difficoltà per entrare in possesso dei terreni e accetta, non troppo convinto, una bizzarra scommessa che gli viene proposta dagli abitanti del luogo.